# Abbazia San Pietro di Gigny
L'abbazia di San Pietro di Gigny è una delle più antiche abbazie benedettine, fondata nell'880 da Bernone di Cluny, all'origine della congregazione cluniacense. Si trova a Gigny (dipartimento francese del Giura nella regione della Franca Contea).

## Storia

### Fondazione
Nell'880, Bernone stabilì a Gigny una comunità con l'obiettivo di restaurare il rispetto della regola di san Benedetto da Norcia.
La nuova abbazia dipese dall'arcidiocesi di Lione per tutto il Medioevo e fu sostenuta dal regno di Borgogna, in particolare dalle elargizioni del re Rodolfo I di Borgogna. Si ingrandì molto rapidamente: l'abbazia di San Pietro a Baume-les-Messieurs e quella di Saint-Lothain furono messe alle sue dipendenze.
Nell'895, Bernone di Borgogna ottenne che la sua comunità fosse direttamente sotto la protezione del Papa, garantendosi così dall'avidità dei potenti locali. 
Nel 909  lo stesso Bernone fondò l'abbazia di Cluny come priorato indipendente dell'abbazia di Gigny, con 12 monaci (secondo la tradizione 6 di Baume-les-Messieurs e 6 di Gigny) e vi instaurò la regola benedettina.

### Declino

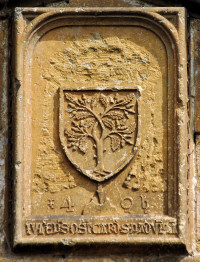
Stemma di Giuliano della Rovere

La congregazione cluniacense assunse presto una grande importanza e nel 1076, su richiesta dei monaci di Gigny, papa Gregorio VII affidò la direzione dell'abbazia a Hugues de Semur, abate di Cluny. L'abbazia di Gigny venne quindi ridotta al rango di priorato nel 1095.
Presto l'Ordine di Cluny viene portato via da Gigny. Nel 1076, su richiesta dei monaci di Gigny, il Papa Gregorio VII affidò a Hugues de Semur, abate di Cluny, la direzione di Gigny, che nel 1095, fu ridotto al rango di priore.
Nel 1157 un incendio distrusse il villaggio e il monastero, mentre rimase intatta la chiesa. Nonostante le guerre, i saccheggi e le epidemie, il monastero rimase abbastanza popolato fino al Trecento. Aveva tra i 25 e i 35 monaci e mantenne alle sue dipendenze 21 priorati ed il patronato su 49 chiese parrocchiali. Come negli altri monasteri benedettini, l'applicazione rigorosa regola cluniacense si attenuò gradualmente durante gli ultimi secoli del Medioevo.

### Commenda
Nell'abbazia fu introdotta l'istituzione della commenda, cioè la nomina di un priore estraneo alla comunità monastica, spesso nominato dal re. Il priore commendatario gestiva i redditi del monastero, ma non era obbligato a risiedervi. Tra 1492 e il 1503 fu priore commendatario dell'abbazia di Gigny, il cardinale Giuliano della Rovere, diventato poco dopo papa con il nome di Giulio II. Mentre rivestiva la carica il cardinale fece restaurare la chiesa, costruendone l'attuale facciata, sulla quale inserì il proprio stemma sul timpano.
Nell'abbazia si produsse un lento processo di secolarizzazione, con l'abbandono della rigorosa clausura e l'attribuzione di prebende. Per essere ammessi al monastero, occorreva essere gentiluomini con almeno di tre quarti di nobiltà (16 quarti dopo il 1617). Nel 1760 il monastero fu secolarizzato e i pochi monaci restanti costituirono un collegio di canonici come a Baume-les-Messieurs. La comunità fu soppressa nel 1788 e la chiesa monastica divenne una chiesa parrocchiale dedicata a san Taurin d'Évreux.

## Descrizione della chiesa abbaziale
La chiesa abbaziale conserva le tracce di diversi stili architettonici, dal IX al XVI secolo, ai quali si aggiungono considerevoli restauri dal XVII secolo al XIX secolo.

### Esterno

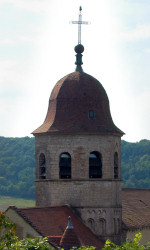
Campanile della chiesa
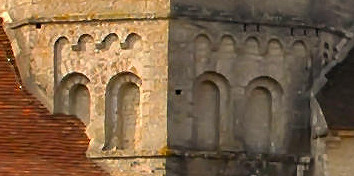
Arcatelle romaniche sul lato nord-est del campanile
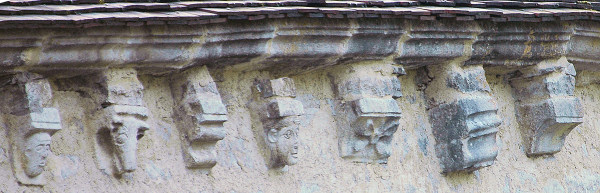
Fila di mensole lungo la parete esterna della navata
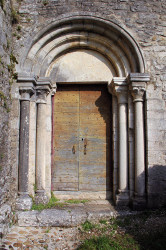
Piccolo portale del XII secolo

La facciata principale presenta un grande portale, dovuto al restauro del priore commendatario Giuliano della Rovere, il cui stemma sormonta il timpano. La facciata era coronata da tre statue che furono depredate nel 1794.
Il campanile è visibile dalla valle del fiume Suran, affluente di destra del fiume Ain. Ha pianta ottagonale e conserva sul lato nord-est il basamento romanico, con un doppio arco cieco su ciascun lato, sormontato da una serie di arcatelle cieche. La parete esterna sui lati lunghi della chiesa è coronata da una serie di mensole. Un piccolo portale si apre sull'attuale cappella dedicata al Sacro Cuore.

### Interno

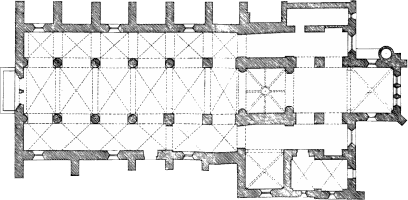
Pianta della chiesa abbaziale
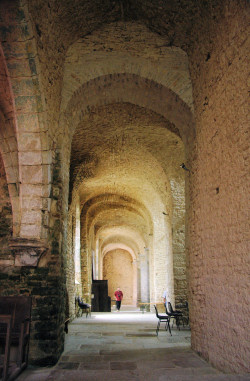
Navata laterale meridionale
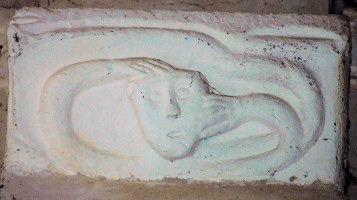
Mensolina che sorregge i pilastri inseriti nelle pareti
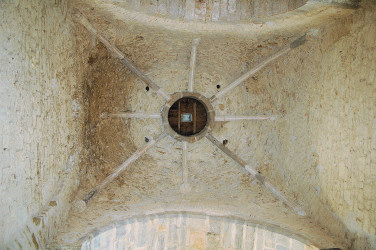
La cupola

L'interno è a tre navate: le volte a crociera delle navate laterali appartengono alla costruzione originaria, mentre la navata centrale era in origine coperta da un tetto a capriate, sostituito da volte a crociera alla metà del XII secolo; le volte attuali sono dovute ad una ricostruzione seicentesca.
La navata centrale ha sei campate, delimitate da grandi archi a tutto sesto poggianti su pilastri privi di capitelli e di pianta varia: quadrati, ottagonali o circolari. Le basi di questi pilastri, che erano state ricoperte da un pavimento più recente, sono state liberate nel 1963, così come tutta la navata centrale, che è stata ribassata. I capitelli cubici che si trovano sulle prime tre arcate del lato sud, sono il prodotto di un restauro seicentesco.
Le pareti della navata centrale e di quelle laterali sono aperte con una serie di finestre arcuate. Ogni due campate presentano dei pilastri inseriti nella parete, certamente destinati a sostenere elementi in legno del tetto, che poggiavano su mensoline talvolta scolpite con teste umane, animali, o esseri grotteschi.
La muratura delle navate appartiene alla prima fase romanica della chiesa, con pietre di modeste dimensioni, rotte con il martello e legate da una malta spessa.
Il transetto risulta più stretto e meno elevato rispetto alle navate. In origine aveva braccia più lunghe, terminanti in absidiole, tagliate in seguito ai problemi statici riscontrati nelle volte.
La cupola che copre l'incrocio del transetto con la navata, di epoca gotica, fu ugualmente rinforzata con archi ogivali rafforzati da nervature. Le arcate laterali che si aprivano verso le braccia del transetto furono inglobate in pareti piene, sulle quali sono ancora leggibili.
Il coro è dell'XI secolo e ben conservato. La scomparsa dell'abside, sostituita nel XIII secolo con una campata a pianta quadrata, ed il rifacimento delle cappelle laterali non permettono di ricostruire precisamente l'aspetto originario. Le volte e i due pilastri ottagonali sono tutti costruiti in piccolo apparato, molto rappresentativo delle tecniche di costruzione dell'inizio dell'architettura romanica.
Il reliquiario di san Taurin d'Évreux si trova sul vecchio altare nella parte posteriore del coro. Nei pressi si trovano due elementi decorati con statue di Maria e di Gesù, copie ottocentesche delle statue originali del XII secolo, una delle quali è conservata nel Museo di archeologia di Lons-le-Saunier.